# Cattedrale di San Nicola della Marina
La cattedrale di San Nicola della Marina a Kronštadt è una cattedrale ortodossa russa costruita nel 1903-1913 come chiesa principale della Marina imperiale russa e dedicata a tutti i marinai caduti. La cattedrale fu chiusa nel 1929, fu convertita in un cinema, un circolo per ufficiali (1939) e un museo della Marina (1980). La Chiesa ortodossa russa reinstallò la croce sulla cupola principale nel 2002 e officiò la prima divina liturgia nella cattedrale nel 2005. Nel 2013, il patriarca di tutte le Russie, alla presenza del primo ministro Dmitrij Medvedev e della sua consorte, condusse la cerimonia della grande riconsacrazione nella cattedrale ormai pienamente restaurata.

## Storia

### Antefatto
La prima chiesa ortodossa a Kronštadt fu costruita nel 1728-31. La chiesa di legno rimase il principale luogo di culto nella più grande base navale della Russia fino al 1840, quando i contrappesi che bilanciavano le campane della chiesa sfondarono i pavimenti marci e danneggiarono seriamente la struttura del campanile. Lo zar Nicola I ordinò personalmente la chiusura della chiesa pericolante; essa fu demolita nel 1841. Per la successiva metà del secolo il culto si svolse in località provvisorie — in ospedali, caserme e perfino in case private prese in affitto; una chiesa di legno provvisoria costruita nel 1861 risultò inadeguata per i diecimila marinai di Kronštadt fin dall'inizio. Numerose richieste da parte della Marina di fondi per la costruzione di nuova chiesa furono bocciate o semplicemente lasciate senza risposta, malgrado il fatto che il costo per costruire una grande cattedrale contemporanea (da 200 a 500 mila rubli) fosse meno del 10% del costo di una corazzata pluricalibro (da 4 a 6 milioni di rubli).
La gestione edilizia, estremamente accentrata fino al regno di Alessandro II, fu gradualmente decentrata negli anni 1880–1890. Il diritto di iniziare singoli progetti edili passò dall'Imperatore stesso ai ministri imperiali e ai capi dipartimento. Nel 1896 l'ammiraglio Pavel Tyrtov, direttore del Ministero della Marina imperiale russa, avviò i preparativi per costruire seriamente una cattedrale a Kronštadt. Tyrtov insistette affinché la cattedrale fosse costruita sul sito identificato quasi due secoli prima da Pietro I e sostenne che non sarebbe dovuta costare più della nuova cattedrale di Charkiv (200 000 rubli).

### I concorsi
Nel 1897 la Marina bandì un concorso architettonico internazionale per il progetto della cattedrale di Kronštadt e istituì un fondo per finanziarne la costruzione. Tipico della Russia, il progetto fu sponsorizzato dallo Stato, destinato alla Marina statale, ma inizialmente finanziato da donazioni personali dei membri della Marina e dall'opinione pubblica. Dal 1898 al 1913 a tutti i marinai della Flotta baltica fu fatto pagare 1/400 del loro stipendio per finanziare la costruzione; ciò ammontava a 280 000 rubli, senza includere le donazioni veramente volontarie. In seguito, mentre il progetto si svolgeva, diventò ovvio che le donazioni private erano insufficienti e il tesoro di stato pagò la maggior parte dei costi.
Il concorso specificava le dimensioni della cattedrale in termini di numero di fedeli — mille uomini, 16 per sažen quadrato. Questo era di gran lunga più piccolo delle cattedrali contemporanee costruite nelle città provinciali (Nižnij Novgorod — 2 000 fedeli, Charkiv — 4 000), più al livello delle "chiese di guarnigione" costruite nel Caucaso e nella Polonia del Congresso (Kielce — 900 fedeli). Il cliente era ben consapevole delle nuove tecnologie costruttive e accolse il loro uso finché aiutavano a equilibrare il bilancio. Il livello seminterrato era riservato soltanto alle caldaie e all'immagazzinamento di combustibile, risparmiando i costi di fondare una seconda "chiesa d'inverno" (cioè riscaldata). Le specifiche non prescrivevano uno specifico stile architettonico. Piuttosto, insistevano sul taglio dei costi e proibivano l'uso di "lussi" quali mosaici o dipinti sulla superficie interna della cupola. Questi vincoli fecero fallire il primo concorso. Solo tre architetti osarono partecipare, riutilizzando schemi precedenti già familiari; tutti e tre furono respinti.
Anche il secondo concorso del 1897 fallì; l'unico schema che sembrava degno di esecuzione era troppo piccolo per lo scopo desiderato. Infine, nel 1898, la Marina allentò alcuni vincoli relativi dimensioni e costi; questa volta, l'edificio doveva essere abbastanza grande da essere visibile da grande distanza; "la Croce delle cattedrale deve essere il primo elemento visibile alle le navi in arrivo". Questo concorso fu vinto da Antony Tomiško, autore della prigione di Kresty, che presentò uno schema di architettura neorussa seguendo la tradizione russo-bizantina di Konstantin Thon.
Nicola II approvò normalmente lo schema; Giovanni di Kronštadt richiese l'inizio immediato dei lavori di costruzione.  Tuttavia, il comandante appena nominato della base di Kronštadt, ammiraglio Stepan Makarov, trovò lo schema di Tomiško troppo debole artisticamente e troppo piccolo per lo scopo. Chiese perciò all'Imperatore di riconsiderare la sua scelta; dopo quasi due anni di ritardi, Nicola acconsentì a scartare lo schema di Tomiško nel giugno 1900.

### Progetto
|                                                    |                                      |                                                  |                                     |
| Facciata occidentale (principale) Vasilij Kosjakov | Sezione strutturale Vasilij Kosjakov | Illustrazioni dell'Alfa e Omega Georgij Kosjakov | Candelieri rituali Georgij Kosjakov |

Makarov prese il controllo del progetto e invitò Vasilij Kosjakov (1862-1921), un maestro già affermato dell'architettura neobizantina. Il processo di questa scelta rimane non documentato, tuttavia Kosjakov aveva lavorato per la Marina prima come architetto della chiesa di Nostra Signora della Misericordia a San Pietroburgo. Kosjakov, non ancora trentenne, aveva perfezionato le proporzioni ottimali di un progetto bizantino a quattro absidi, con un'unica cupola; i suoi abbozzi del 1888-91 di una chiesa ad Astrachan' (essa stessa basata su Nostra Signora della Misericordia) furono riutilizzati in tutto l'Impero. Il fratello minore e socio di Vasilij, Georgij Kosjakov (1872-1925) era un talentuoso artista grafico; lavorò sugli interni e sulle finiture mentre Vasilij gestì il progetto complessivo e strutturale. Makarov personalmente istruì Kosjakov che la cattedrale doveva ospitare 5.000 fedeli e seguire il canone storico bizantino.
Nel 1900-01 Vasilij Kosjakov viaggiò a Istanbul e in Grecia per rinfrescare la sua comprensione dell'autentica arte bizantina. Nell'aprile 1901 presentò due schemi preliminari alla Commissione della Marina; lo schema selezionato fu approvato da Nicola II il 21 maggio 1901. Kosjakov abbandonò le sue proporzioni preferite di una cattedrale alta con una cupola principale relativamente piccola; invece optò per una cupola ampia (26 metri) ma relativamente bassa in linea con le proporzioni di Hagia Sofia. La ragione di questo cambiamento rimane non documentata. Una versione l'attribuisce all'interferenza di Makarov. L'ammiraglio era una volta un addetto diplomatico a Istanbul ed era ben consapevole dell'autentica tradizione bizantina. Un'altra versione probabile lega il cambiamento all'influenza diretta del professor Nikolaj Sultanov, l'insegnante di Kosjakov all'Istituto di ingegneria civile, capo della scuola dell'architettura neorussa. Nel 1895-1904 Kosjakov stava dirigendo la costruzione della cattedrale dei Santi Pietro e Paolo a Peterhof progettata da Sultanov.
Verso il 1903 i fratelli Kosjakov produssero un album completo contenente quasi mille fogli grafici che dettagliavano la struttura e il progetto esterno e interno della cattedrale ancora non costruita. Fisicamente, i disegni furono eseguiti da Georgij Kosjakov. Pianta, struttura e schizzo esterno sono attribuiti a Vasilij Kosjakov; le illustrazioni dettagliate delle finiture interne a Georgij. Le caratteristiche interne erano chiaramente influenzate dall'Art Nouveau, abilmente integrata in un guscio bizantino e completata con moderni sistemi ingegneristici. La disposizione di Vasilij Kosjakov dimostra anche l'influenza dell'architettura romanica, particolarmente nei campanili gemelli a fianco del portale principale — una caratteristica estremamente insolita nella pratica russa.

### Costruzione

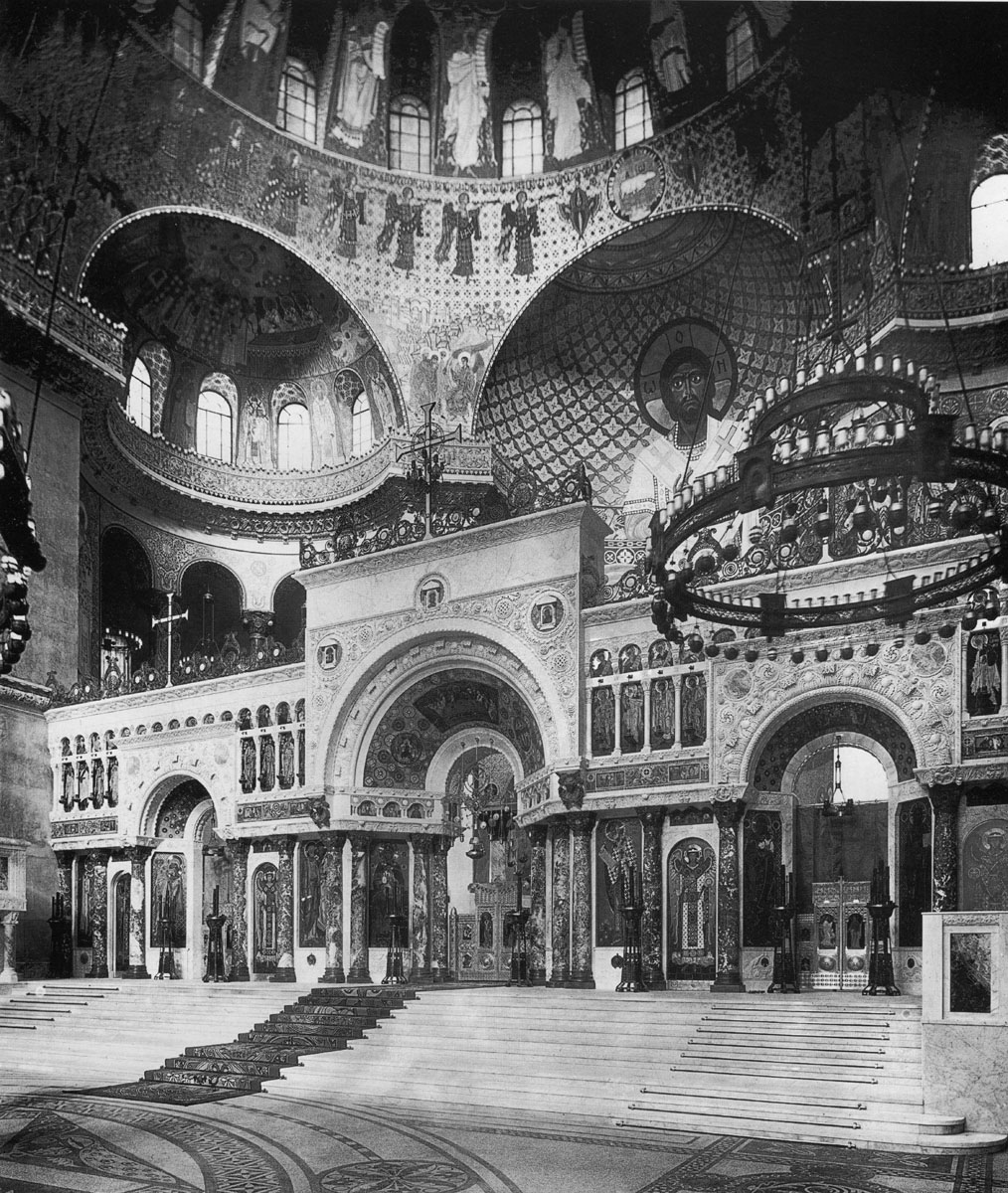
Interni originali nel 1914. L'altare è sollevato su una piattaforma alta 4 m. La base della cupola principe è posta a 52 m di altezza.

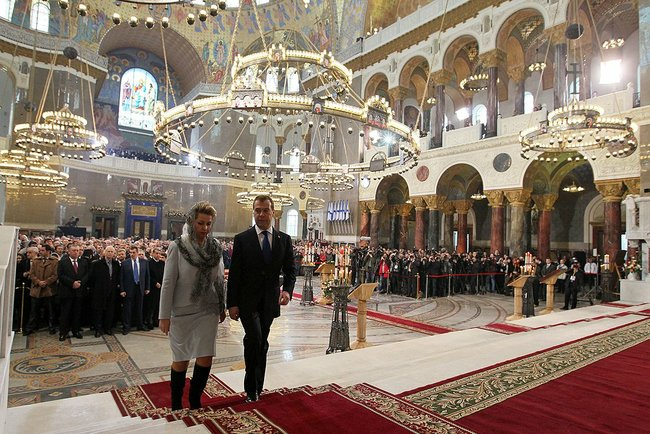
Dmitrij Medvedev e sua moglie alle festività nella cattedrale navale

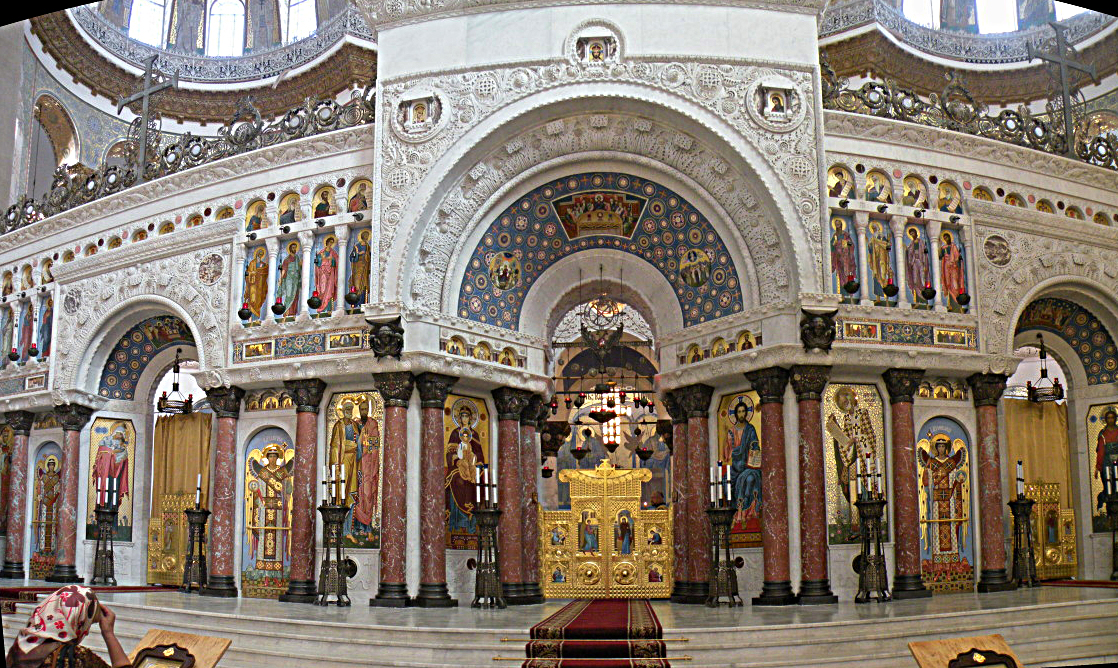
L'iconostasi di marmo

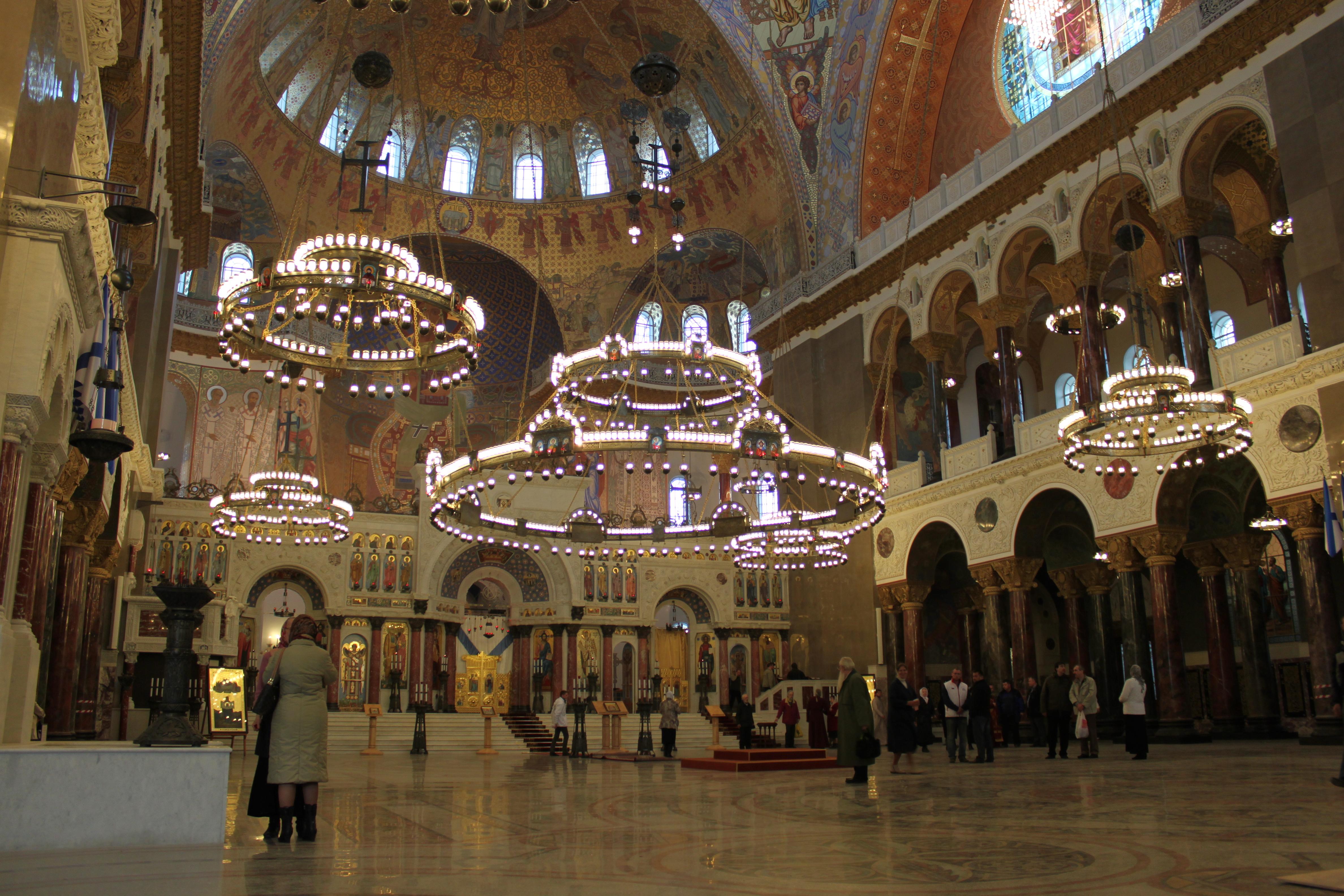
L'interno neobizantino

Il 27 ottobre 1901 la guarnigione di Kronštadt, forte di 14 000 uomini, fu radunata per iniziare i lavori di scavo su Piazza dell'Ancora. I lavori di sterro e quelli sulle fondazioni di cemento e su una base di granito continuarono per tutto il 1902; i muri furono posati in una grande cerimonia l'8 maggio 1903 alla presenza dell'Imperatore.
Malgrado i disordini sociali che culminarono nella Rivoluzione russa del 1905, la cattedrale fu completata strutturalmente nel 1907; il riscaldamento e la ventilazione furono resi funzionanti nel 1908, consentendo di lavorare sulle finiture per tutto l'anno. Nel 1907 i fratelli Kosjakov passarono a produrre disegni e istruzioni dettagliate per gli artigiani e i fornitori delle finiture interne. Il 19 agosto 1908 presentarono l'album rivisto di questi disegni ai sovrani. Nicola e Alessandra risposero con numerose correzioni e cambiamenti che furono attuati verso la primavera del 1909.
Nell'estate del 1909 le finiture esterne furono completate e le impalcature rimosse. L'edificio era rivestito di granito nero (base e colonne) e di mattoni gialli (muri) con inserti in terracotta. Dentro, l'iconostasi era fatta di marmo degli Urali. I quattro portali erano decorati con immagini a mosaico della Madre di Dio (Theotókos), di san Nicola, Pietro, Paolo, Giovanni di Rila e Mitrofan di Voronež opera di Foma Rajljan. La maggior parte dei dipinti interni furono eseguiti dalla scuola di Michail Vasil'ev; le icone furono dipinte da Apollon Troickij. Il parco adiacente fu progettato da Ėrnest Gustavovič Gi'lbich.
La cattedrale fu attrezzata con un riscaldamento centralizzato indipendente e un sistema di aspirazione a vuoto centrale che impiegava una complessa rete di collettori e valvole. L'illuminazione elettrica impiegava 5 000 lampadine.
La cattedrale fu consacrata in una cerimonia pubblica alla presenza di Nicola II e della sua famiglia il 10 giugno 1913. Il costo totale raggiunse un ammontare senza precedenti di 1 955 000 rubli, senza includere le donazioni in natura e il lavoro non pagato dei marinai e dei civili.

### Funzionamento
La cattedrale funzionò come tale solo per 16 anni.
Il 14 ottobre 1929 fu chiusa; gli oggetti preziosi furono nazionalizzati nel tesoro di Stato. Una piccola porzione di queste reliquie fu esposta nel Museo della Marina e nel Museo russo.
Nel 1930-1931 la cattedrale fu deturpata: le sue croci e le sue campane furono rovesciate e trascinate nelle fonderie. Una sola campana, pesante 4 726 kg (la seconda più grande) rimase al suo posto — o a causa di difficoltà tecniche o deliberatamente, come segnale di allarme per le emergenze. Gli elementi interni in marmo, compresa l'iconostasi e le lastre commemorative con i nomi dei marinai caduti, furono strappate, spezzate o tagliate e riutilizzate per necessità di costruzione ordinarie. Un piccolo numero di lastre commemorative finirono nel Museo della Marina e furono "cancellate" nel 1970.
Nel 1932 la sala della cattedrale fu convertita in un cinema, frivolamente denominata New Star (in inglese, traslitterato in cirillico), ma presto ribattezzata con un più appropriato Maksim Gor'kij; nel 1939 il cinema fu promosso a Circolo ufficiali (simile a un centro sociale) della guarnigione di Kronštadt. Durante la Seconda guerra mondiale fu chiuso; la cupola ricevette tre colpi diretti di artiglieria. La "ricostruzione" postbellica del 1953-54 convertì infine la cattedrale in una sala concerti funzionante. Questa volta, i costruttori aggiunsero un controsoffitto che isolava la sala dalla cupola, il quale rimase al suo posto fino alla fine del 2007. La riduzione del personale militare negli anni 1960 rese la sala concerti superflua; nel 1980 la cattedrale riaprì come filiale del Museo centrale della Marina.
La Chiesa tentò di rimpossessarsi della cattedrale fin dagli anni 1990. La prima croce a essere reinstallata sulla cupola principale fu realizzata nel 1996 ma non fu eretta a causa di problemi finanziari. Il secondo tentativo, nel 2002, impiegò un pesante elicottero e finì quasi in un disastro: una croce di sette metri cadde dalla cupola e fu danneggiata irreparabilmente; fortunatamente non vi furono vittime. La terza croce fu eretta con successo il 4 novembre 2002. Tre anni dopo, il 2 novembre 2005, la Chiesa officiò nella Cattedrale la prima divina liturgia dal 1929. Nel settembre 2008 la cattedrale era funzionante, ma veniva aperta solo in occasioni speciali.
La cattedrale subì estese riparazioni e miglioramenti, e fu riconsacrata nell'aprile 2012. Nei suoi commenti, il presidente russo Dmitrij Medvedev disse che la cattedrale appariva "meglio di 100 anni fa". Era previsto che le riparazioni fossero completate nel 2013, in tempo per l'anniversario del centenario della cattedrale.